# Kleinfahner

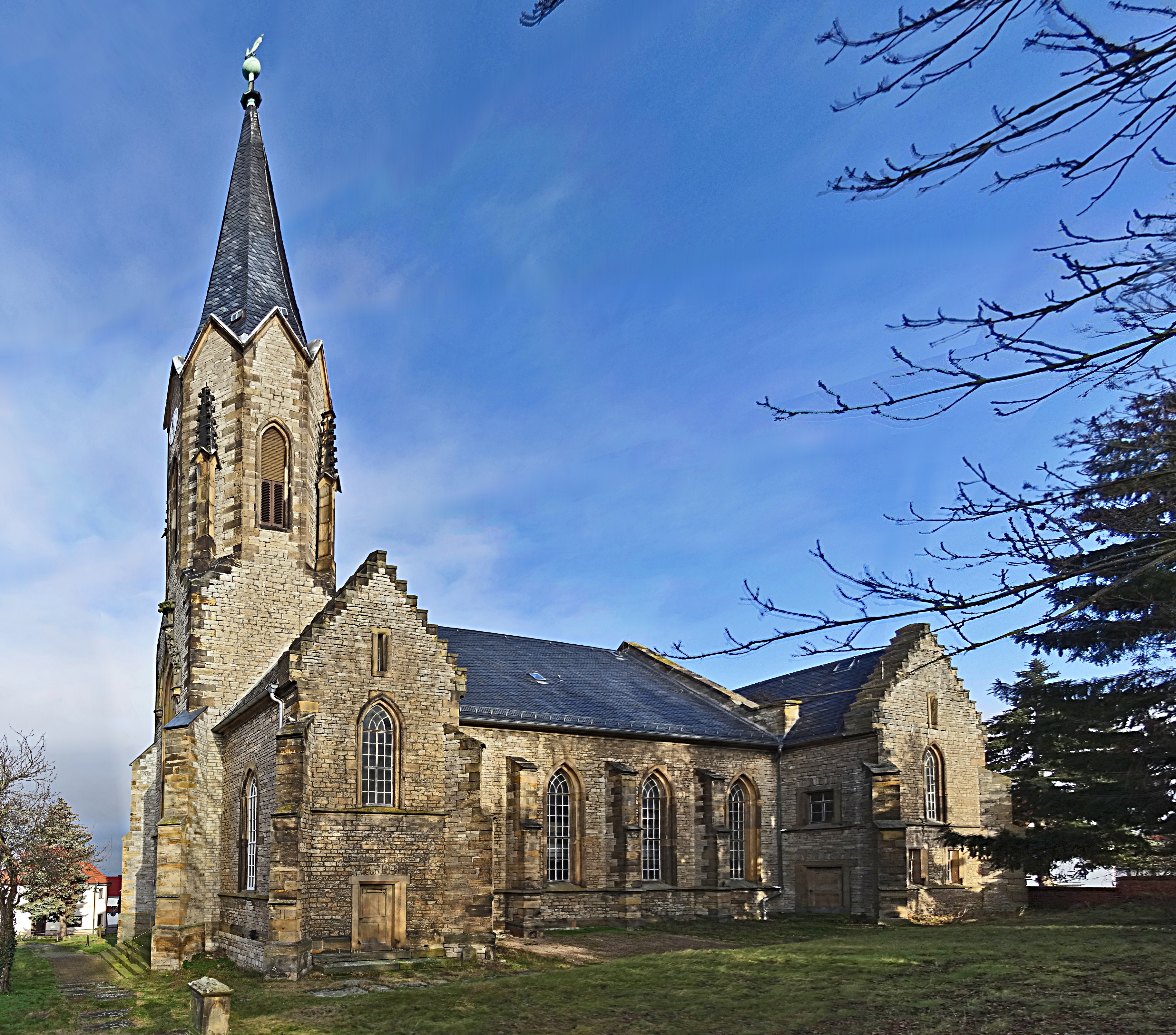
Dorfkirche in Kleinfahner

Kleinfahner ist ein Ortsteil von Gierstädt im Landkreis Gotha in Thüringen.

## Lage
Kleinfahner liegt östlich von Gierstädt und nordöstlich der Fahner Höhe am Südwestrand des fruchtbaren Erfurter Beckens an der Landesstraße 2141. Östlich führen die Bundesstraßen 4 und nördlich die 176 vorüber. Bahnverbindung besteht in Döllstädt und Witterda.

## Geschichte
Eine Siedlung im Ortsbereich gab es bereits in der Steinzeit.
Am 18. Mai 876 wurde das Dorf erstmals urkundlich erwähnt. Es hieß zunächst auch Wenigen-Vanre. Kleinfahner wurde – wie Großfahner – 1434 vom Ritter Thilo von Seebach erworben. Von damals bis 1945 war das Gut im Besitz der Familie von Seebach. Ab 1640 war der Ort als Teil der Herrschaft Fahner unter der Landesoberhoheit des Herzogtums Sachsen-Gotha bzw. Sachsen-Gotha-Altenburg.
1791 ist das Geburtsjahr des Kirschenanbaus an der Fahner Höhe. Es war Johann Volkmar Sickler, der den Fahnerschen Obstanbau gründete, unterstützt von Friedrich Wilhelm von Seebach, dem Grundherrn von Klein- und Großfahner. Sickler war von 1770 bis 1820 der Pfarrer von Kleinfahner. Er veröffentlichte ein 22-bändiges Werk „Der deutsche Obstgärtner“.
1806 verwüsteten französische Truppen die Fahner Gemarkungen. Davon war auch der Obstanbau schwer betroffen. 1822 verordnete die von Seebachsche Gerichtsbarkeit, dass Brautleute mit ihrem Eintritt in den Ehestand einen Obstbaum pflanzen mussten.
Am 9. oder 10. April 1945 besetzten US-Truppen den Ort. Anfang Juli 1945 löste die Rote Armee die Amerikaner als Besatzungsmacht ab. Damit war der Ort, wie ganz Thüringen, Bestandteil der SBZ geworden. Das Rittergut mit landwirtschaftlicher Nutzfläche von 122 Hektar wurde sofort durch die SMAD beschlagnahmt. Es folgte im Herbst die entschädigungslose Enteignung der Familie von Seebach. Werner Freiherr von Seebach (1873–1956) und seine Frau Elisabeth wurden im Januar 1946 aus dem Gutshaus vertrieben und erhielten dauerndes  Aufenthaltsverbot für das Dorf und den Kreis Gotha. Sie lebten bis zu ihrem Tod in Erfurt. 1947/48 erfolgte der Abriss des – architektonisch wertvollen – Herrenhauses des Ritterguts. Die Dorfbevölkerung musste sich daran beteiligen.
Die 1950er Jahre brachten für Neu- und Altbauern die Zwangskollektivierung der Landwirtschaft. 1974 (1976?) wurde die 1100-Jahr-Feier des Ortes begangen.
Nach der Wende kam es zum Bau neuer Eigenheime und zu wichtigen Infrastrukturmaßnahmen. Kleinfahner wurde als „Perle der Fahner Höhe“ wiederbelebt. Es entsteht ein Dorfgemeinschaftshaus mit Thüringer Obstbau-Museum.

## Baudenkmale
- Kirche St. Veit
- Pfarrhaus mit Gedenktafel an Pfarrer Volkmar Sickler, den Begründer des Fahner Obstbaus
- Alte Windmühle wiederaufgebaut
- Herrenhaus des Ritterguts: 1947/48 abgerissen. Es wurde in einem alten Wanderführer als schönstes im Herzogtum Sachsen-Coburg und Gotha beschrieben

## Vereine
- Kulturverein Kleinfahner 1999 e. V.
- Feuerwehrverein Kleinfahner e. V.